# P/2013 P5

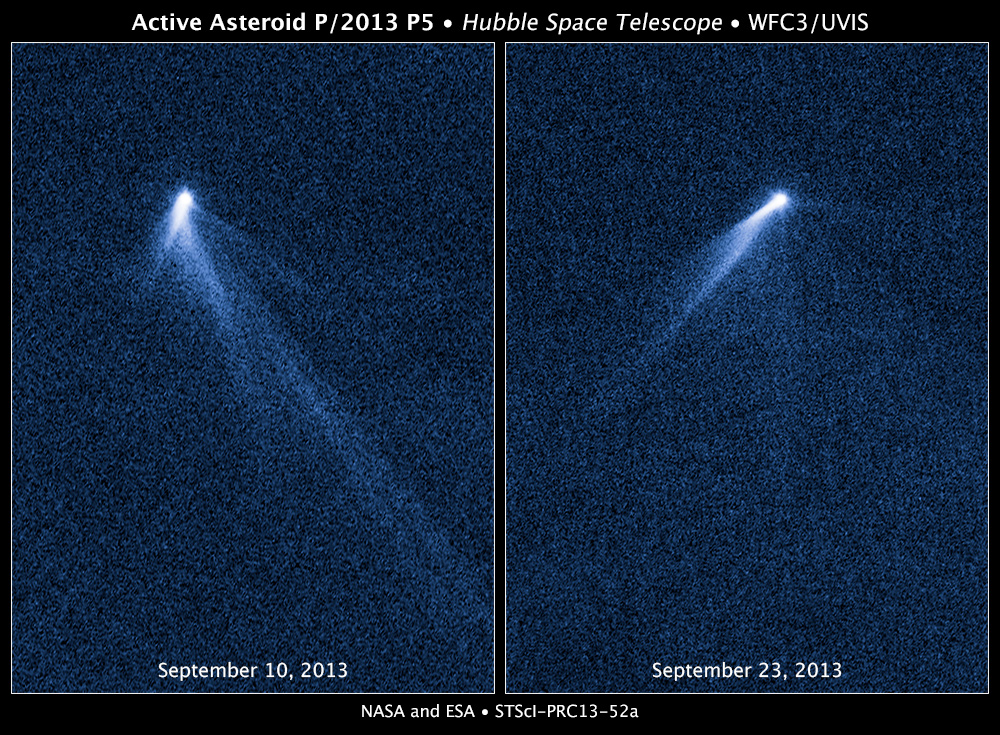
O cometa P/2013 P 5.

P/2013 P5 é um asteroide (ou cometa do cinturão principal) descoberto pelo telescópio Pan-STARRS a 27 de agosto de 2013. Observações feitas pelo telescópio espacial Hubble revelaram que o asteroide possui seis caudas, assemelhando-se com um cometa. Entretanto, suspeita-se que as caudas sejam resultado de fluxos de material ejectado pelo asteroide como consequência de uma pilha de escombros produzidos pela velocidade a que se move, removendo o material do mesmo.
Modelos tridimensionais construídos por Jessica Agarwal do Max Planck Institute for Solar System Research em Lindau, na Alemanha e co-autora dos resultados, calculou que as caudas poderiam ter-se formado por uma série de ejecções periódicas de poeiras - a 15 de Abril, 18 de Julho, 24 de Julho, 8 de Agosto, 26 de Agosto e 4 de Setembro.
De acordo com Jewitt, o fenómeno agora observado no P/2013 P5 é provavelmente algo de frequente na cintura de asteroides – e até poderá ser a forma como os asteroides costumam morrer. Até agora, apenas uma pequena fracção da massa principal do asteroide P/2013 P5 – talvez entre cem e mil toneladas de poeiras – foi ejectada.

## Características
O asteroide tem um raio de cerca de 240 metros. As primeiras imagens feitas pela Pan-STARRS revelaram que o objeto tinha uma aparência incomum, visto que até então os asteroides se parecia com pequenos pontos de luz. Porém, P/2013 P5 foi identificado como um objeto de aparência difusa pelos astrónomos. O núcleo do asteroide, com mais de 400 metros de diâmetro, é milhares de vezes mais maciço. As várias caudas foram observados pelo telescópio espacial Hubble z 10 de setembro de 2013, o que concluiu que o seu aspecto era totalmente diferente, como se toda a sua estrutura tivesse rodado.